# Космос-1809
Космос-1809, познат и као Јоносонда, је један од преко 2400 совјетских вјештачких сателита лансираних у оквиру програма Космос.
Космос-1809 је лансиран са космодрома Плесецк, СССР, 17. децембра 1986. Маса сателита при лансирању је износила 700 килограма. Космос-1808 је био намијењен за истраживање јоносфере.
Инструменти су укључивали мјерач густине плазме, мјерач концентрације плазме, мјерач температуре електрона, спектрометар масе, фотоелектронски спектрометар, мјерач електричног поља, мјерач таласа врло ниске фреквенције 70 Hz - 20 kHz, и широкопојасни радио-пријемник 0.1 MHz - 50 MHz.